# Aeonium leucoblepharum
Aeonium leucoblepharum Webb ex A.Rich. es una especie fanerógama de planta tropical con hojas suculentas del género Aeonium, familia de las crasuláceas.

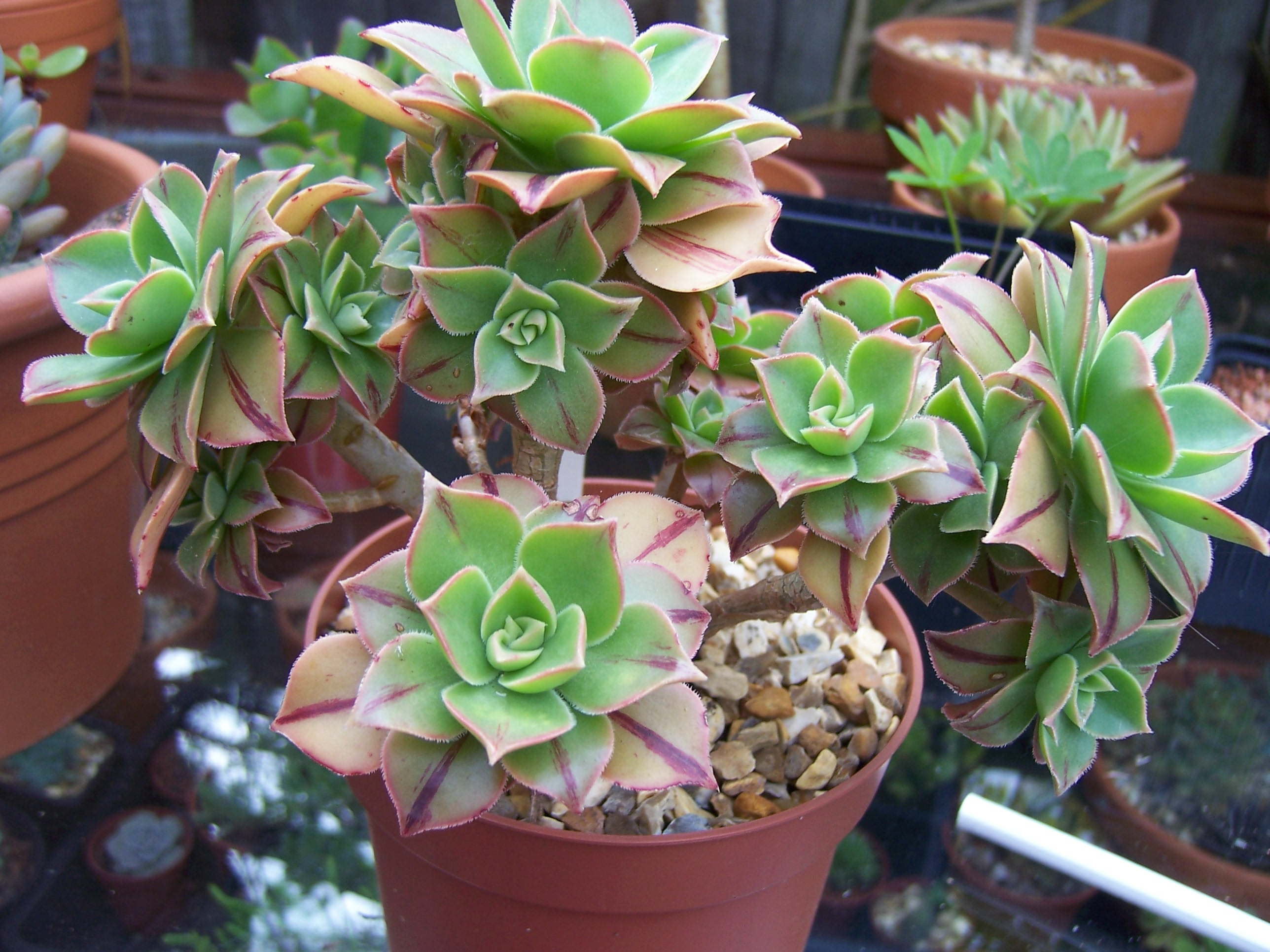
Vista de la planta

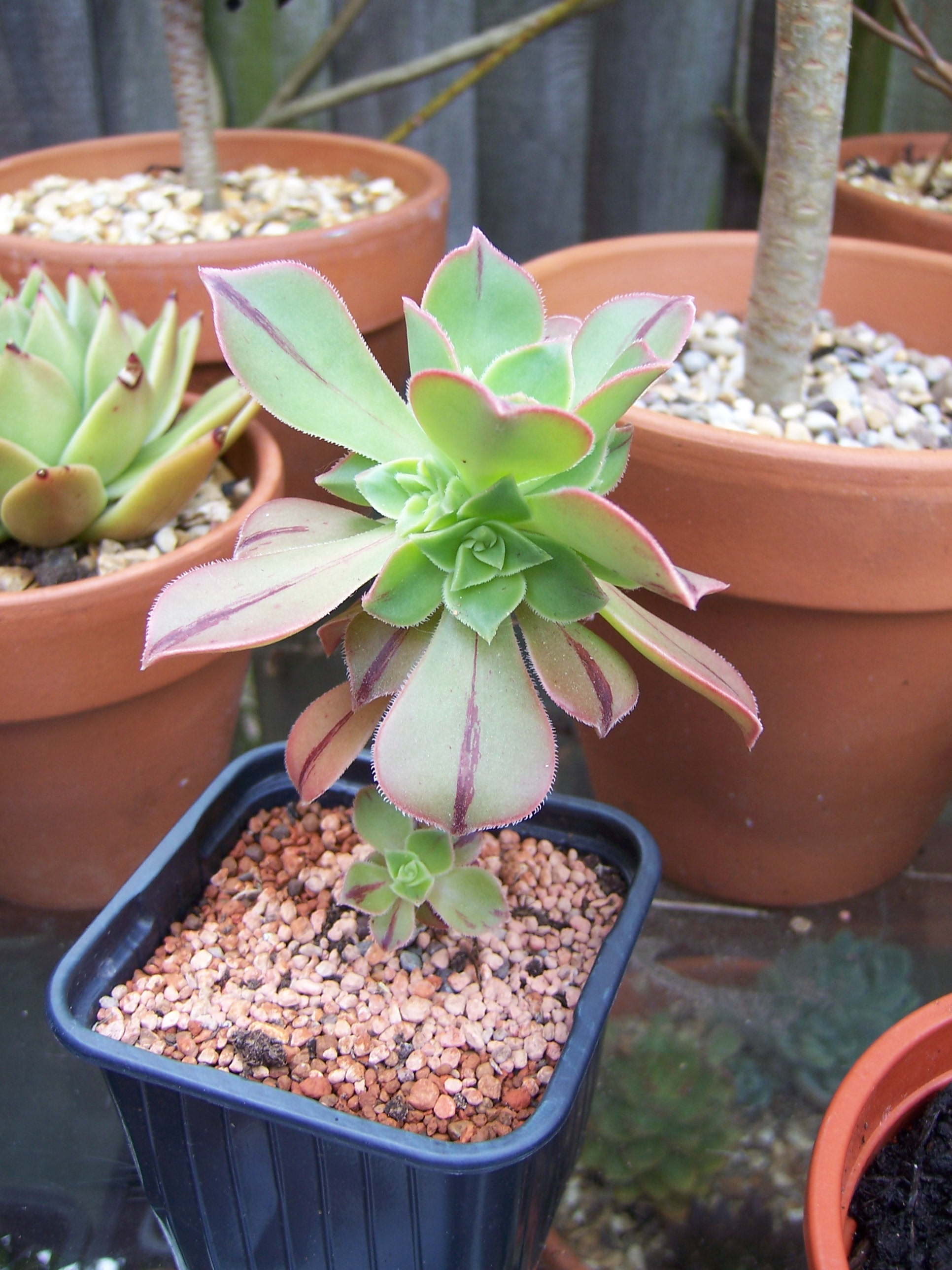
Vista de la planta

## Distribución geográfica
Aeonium leucoblepharum es un endemismo del Noreste de África, Etiopía, Kenia.

## Descripción
Son plantas suculentas arbustivas con tallos ramificados, hojas de hasta 9 cm de largo. Aeonium leucoblepharum es una especie variable que varios autores han propuesto dividir, los principales criterios es la pubescencia de las hojas y la inflorescencia. 

## Cultivo
Necesidades de riego: Necesidades de agua moderada, tolerante de la humedad en invierno, pero necesita un buen drenaje.  

## Taxonomía
Aeonium leucoblepharum fue descrita por Webb ex A.Rich.   y publicado en Tentamen Florae Abyssinicae . . . 1: 314. 1848.
Etimología
Ver: Aeonium
leucoblepharum: epíteto latíno compuesto de leuco y blepharum que significa "con flecos blancos".
Sinonimia
- Sempervivum leucoblepharum,
- Sempervivum chrysanthum[3]